# Miedźna (Silezië)
Miedźna is een dorp in het Poolse woiwodschap Silezië, in het district Pszczyński. De plaats maakt deel uit van de gemeente Miedźna en telt 1576 inwoners.